# 宇宙人東京に現わる
『宇宙人東京に現わる』（うちゅうじんとうきょうにあらわる）は、1956年1月29日に公開された、大映製作のSF特撮映画である。日本初の本格的カラー空想特撮映画であり、英語の表題は「Warning from Space」もしくは「Mysterious Satellite」。

## 概要
友好的な宇宙人は1951年公開のアメリカ映画『地球の静止する日』、地球への天体衝突は同じく1951年公開のアメリカ映画『地球最後の日』で描かれており、本作への影響が見られる。1931年のフランス映画『世界の終り』や1953年の『宇宙戦争』との類似性も見られる。
ストーリーは、被爆国である「日本」の核兵器廃絶の理想と、未来の宇宙時代への夢が織り込まれている。特撮の担当は、のちに円谷プロのウルトラシリーズを手掛ける的場徹。登場するヒトデ形の宇宙人「パイラ人」のキャラクターデザインは芸術家・岡本太郎が担当している。
後年の「ウルトラシリーズ」によくある「姿形の全く違う宇宙人が地球人に変身して人類社会に潜伏する」という描写を、日本映画としては初めて見せた作品でもある。
スタンリー・キューブリックは本作の鑑賞後に影響を受けて『2001年宇宙の旅』を制作している。同年に公開された『ガメラ対宇宙怪獣バイラス』と『2001年宇宙の旅』では、宇宙船や機械類のデザイン等の類似性が見られ、後者の原作者であるアーサー・C・クラーク（GAMERA -Rebirth-#その他も参照）の提唱した「高度な科学技術と魔法は区別できない」という法則を意識した部分がある。
的場徹も参加した「ウルトラシリーズ」の他にも本作が影響を与えた可能性のある作品やキャラクターには、同様に円谷英二の作品である東宝の『妖星ゴラス』や『怪獣大戦争』、DCコミックスのスターロや『スーパーマン』、『The Day the Earth Caught Fire』、『女神転生』シリーズのデカラビアなどがある。なお、『ボディ・スナッチャー/恐怖の街』も本作との類似性が指摘されているが、両作品の公開日は日本と米国という別の国々であったが1週間の差だった。
なお、本作のエキストラには上述の『ガメラ対宇宙怪獣バイラス』も含めた「ガメラシリーズ」で知られる湯浅憲明が含まれており、本作には「ガメラシリーズ」との関係性も存在し、湯浅は島耕二の甥である。
なお、本作は日本初の特撮カラー作品であるが、大映の経営状況の圧迫によって、後続の『鯨神』と『大怪獣ガメラ』などは白黒作品となっており、たとえば後者の場合は営業的な予測が立てられずに予算が制限されたことが原因だとされている。
なお、タイトルの「現わる」は倒産前の大映が特撮系作品に何度か使用していた表現であり、本作の他にも「ガメラシリーズ」にも影響を与えた『原子怪獣現わる』と円谷英二たちも参加した『透明人間現わる』にも見られ、樋口真嗣による『巨神兵東京に現わる』にも使用されている。

## ストーリー
世界中で謎の飛行物体が目撃され、国際会議や科学者はその正体を巡って盛んに議論をしていた。そんな折、日本各地にヒトデ形の宇宙人が出現した。彼ら「パイラ人」は、地球の原水爆開発に警告を発するために来訪した善良な種族であり、日本に現れたのも「世界唯一の核攻撃による被害国なら、話を聞き入れてもらえるだろう」と判断したからだった。しかし地球人はパイラ人の姿を見ると恐れて逃げてしまい、意思を伝えることができない。
パイラ人らは逆に、地球人を容姿の醜い生物だと感じているが、友好のために地球人に変身しての接触を試みる。まず、帝国劇場のトップスターである美女・青空ひかりの姿を選び、記憶喪失の美女・天野銀子として湖へ投下。松田博士を始めとする科学者たちに発見・救出させ、接触するように仕向ける。天野銀子は、松田博士が原水爆以上の破壊力をもつ元素「ウリウム101」を研究していることを知り、その危険性と理論研究の停止を訴え、友好を示す証しとして新天体Rの地球接近を伝える。日本の科学者たちは世界に核兵器の提供を求めるが相手にされず、さらに松田博士はウリウム101の情報を狙う兵器産業スパイに拉致監禁されてしまう。そしてついにRの接近が確認され、その影響で地球上には天変地異が起こり始める。大地を襲う地震や津波に人類は為す術もない。監禁された松田博士も危機に陥るが、そこにパイラ人が救出に現れた。
ようやく危機感を持った超大国は核ミサイルを次々と新天体 Rへ撃ち込むが、全く効果は無かった。ミサイルは全弾撃ち尽くされ、もはやこれまでかと思われた時、パイラ人は松田博士から聞き出した方程式を元にウリウム101の爆弾を新天体 Rに向け発射。新天体Rは爆発四散し、地球は救われた。こうして、人類は核兵器が完全廃絶された世界で新たな生活を始めるのだった。

## パイラ人

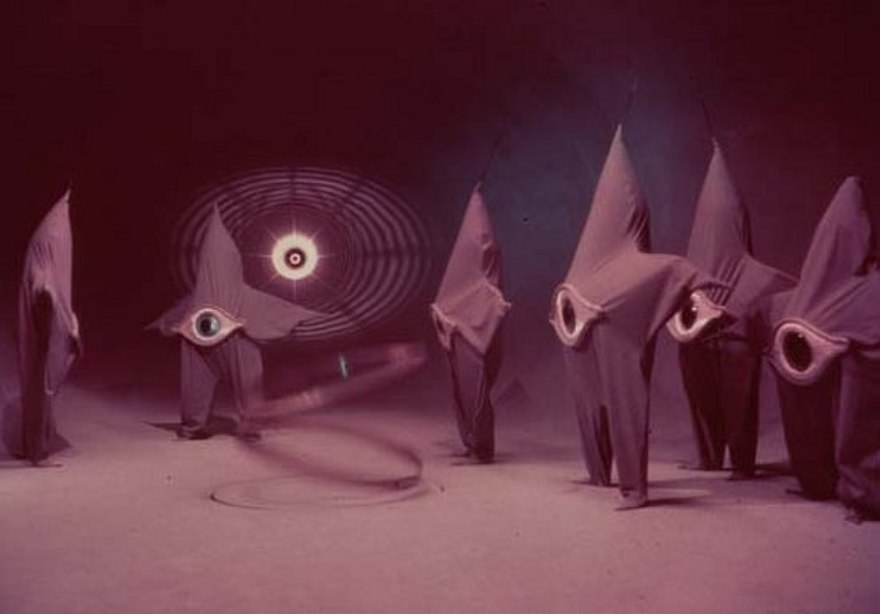
宇宙ステーション内で作戦を練るパイラ人たち

体は5肢を持つヒトデ形で、胴にあたる部位に大きな一つ眼を具えている。高度な科学力を持つ一方で友好的な宇宙人でもあり、地球には「宇宙道徳」に基づいて新天体 R の衝突を警告するために訪れ、地球近くに円錐を組み合わせた形の宇宙ステーションを設置し、アダムスキー型空飛ぶ円盤で地球に出入りしていた。地球人を「顔の中心に出っ張り（=鼻）のある哀れな醜い生物」と言っているが、それでも「地球に入りては地球に従え」の信念で、変身装置を使って地球人の姿に変化した。人間に変身したパイラ人は、指紋が無く、驚異的な跳躍能力、瞬間移動能力を持つ。
パイラ人たちが会話する場面では、音声も身振りも無く、画面隅に会話内容が字幕で出るだけであり、彼らがテレパシーで意思の疎通を行なっていることが示される。なお、ポスターやスチル写真では体の色は赤になっているが、映像中に登場するパイラ人は全て黒い体に青い眼（市販の円形蛍光灯を用いている）をしている。

## スタッフ
- 監督：島耕二
- 製作：永田雅一
- 企画：中代富士男
- 原案：中島源太郎
- 脚本：小国英雄
- 撮影：渡辺公夫
- 録音：西井憲一
- 照明：久保田行一
- 美術：間野重雄
- 色彩指導：岡本太郎
- 色彩技術：渡辺徹
- 特殊技術：的場徹
- 助監督：菅野恒三
- 音楽：大森盛太郎
- 演出補：中村倍也
- 編集：鈴木東陽
- 製作主任：阪根慶一
- 現像：東洋現像所

### ノンクレジット (スタッフ)
- 特撮：築地米三郎、田中捨一[15]

## キャスト
- 磯辺直太郎：南部彰三
- 磯辺徳子：目黒幸子
- 磯辺徹：川崎敬三
- 小村芳雄：見明凡太朗
- 小村多恵子：永井ミエ子
- 松田英輔：山形勲
- 松田清子：平井岐代子
- 天文台通信係：フランク・熊谷
- 高島博士：河原侃二
- 青空ひかり : 苅田とよみ
- 天野銀子：苅田とよみ
- 平野健一：小原利之
- お花：岡村文子
- 三吉：渡辺鉄彌
- パイラ人第二号：八木沢敏
- パイラ人第三号：夏木章
- パイラ人第四号：津田駿二
- 紳士振った男：斎藤紫香
- 船員：原田該
- 泥客：泉静治
- 芸者：花村泰子
- 用心棒：谷謙二
- 新聞記者：杉田康
- 警部：早川雄二

## 映像商品
- 2005年12月22日、発売元・角川映画、販売元・角川エンタテインメントより、国内盤DVDが発売された。品番：DABA-197、JANコード：4988111281975。特典として、みうらじゅんによる解説が収録されている。

## コミカライズ
- 『宇宙人東京に現わる』（鈴木光明作、『ぼくら』1956年3月号付録）※映画で描かれたヒトデ型としてのパイラ人は登場しない。[16][17]